# Pinakol-Umlagerung
Die Pinakol-Umlagerung, auch Fittig-Pinakolon-Umlagerung, ist eine chemische Reaktion, bei der sich Di-tert-Glycole unter Einwirkung einer Protonensäure zu α-tertiären Ketonen umlagern. Der Name der 1860 von Rudolf Fittig erstmals beschriebenen Reaktion stammt von dem Trivialnamen des einfachsten derartigen Glycols, dem Pinakol. Die Reaktion wurde 1874 von dem russischen Chemiker Alexander Michailowitsch Butlerow (1828–1886) als Umlagerung des Kohlenstoffgerüsts aufgeklärt.
Die Reaktion besteht aus vier Teilschritten:
1. Protonierung einer der beiden Hydroxygruppen
2. Abspaltung von Wasser (H2O) und Bildung eines Carbeniumions
3. [1,2]-Umlagerung des Carbeniumions
4. Deprotonierung

## Mechanismus einer symmetrischen Pinakol-Umlagerung
Zuerst wird eine Hydroxygruppe des Pinakols 1 protoniert, dann wird ein Molekül Wasser abgespalten, wobei ein tertiäres Carbenium-Ion 2 entsteht. Dieses lagert sich dann im dritten Schritt über die [1,2]-Verschiebung einer Methyl-Gruppe zum stabileren Carbeniumion (Carboxonium-Ion) um, welches dann durch Deprotonierung zum Keton 3 führt.

## Mechanismus einer unsymmetrischen Pinakol-Umlagerung
Bei unsymmetrischen Di-tert-Glycolen erfolgt unter denselben sauren Bedingungen wie oben die Umlagerung immer über das stabilere Carbenium-Ion. Somit wandert die Methyl-Gruppe und nicht der Phenyl-Rest:
Beide intermediäre Verbindungen sind tertiäre Carbenium-Ionen. Das Carbenium-Ion 1 ist jedoch stabiler als das Carbenium-Ion 2, da durch die Benzylstellung eine Mesomeriestabilisierung möglich ist:

## Synthese von Spiroverbindungen
Führt man die Pinakol-Kupplung mit einem cyclischen Keton (z. B. Cyclopentanon) 1 durch, so gelingt mittels der Pinakol-Umlagerung die Synthese einer Spiroverbindung 2.